# الأكاديمية الملكية الإنجليزية للفنون

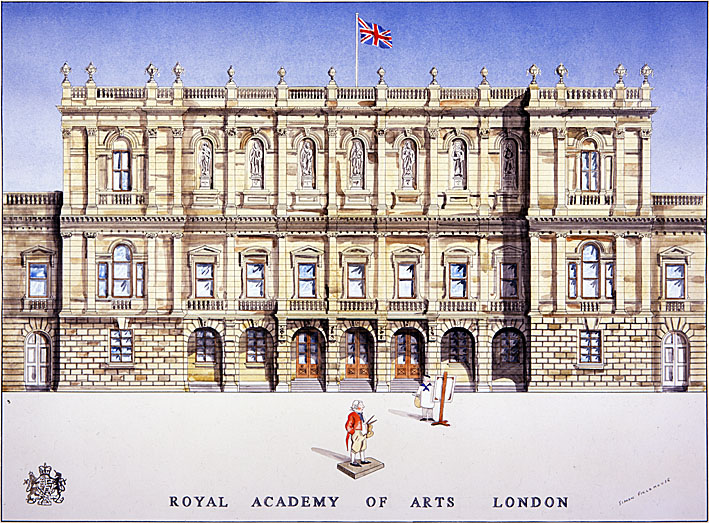
رسمة للأكاديمية الملكية للفنون في القرن التاسع عشر.

الأكاديمية الملكية للفنون  (بالإنجليزية: Royal Academy of Arts)‏ هي مؤسسة فنية في منزل في بيرلينجتون بيكاديللي، لندن، إنجلترا.ومبناها يعتبر أحد المعالم اللندنية التي يمكن تمييزها بوضوح في هذا الشارع.

## التاريخ
تأسست الأكاديمية الملكية للفنون من خلال عمل شخصي للملك جورج الثالث ملك المملكة المتحدة جورج الثالث في 10 ديسمبر 1768 بهدف دعم فنون التصميم في  بريطانيا عبر التعليم والمعارض. كان هناك حافزان لتأسيس الأكاديمية: رفع مستوى الاحترافية للفنانين من خلال تأسيس نظام للتدريب وحكم خبير في الفنون، وترتيب عرض الأعمال الفنية المعاصرة ذات المستوى الرفيع. أراد المناصرون أن ينشئوا مدرسة وطنية للفنون وأرادوا تشجيع أن يتنامى للجمهور تقدير للفنون واهتمام بها بناءً على القواعد العُرفية للذوق الرفيع.
كان الذوق العصري في بريطانيا في القرن الثامن عشر معتمدًا على صور الفن القارية والتقليدية وهو ما يعطي الفنانين البريطانيين المعاصرين فرصة ضئيلة لبيع أعمالهم. منذ 1746، قدم ملجأ اللقطاء بجهود ويليام هوغارث مكانًا مبكرًا للفنانين المعاصرين في المملكة المتحدة بريطانيا. أدى نجاح هذا المشروع إلى تكوين جمعية الفنانين بريطانيا العظمى ببريطانيا العظمى وجمعية الفنانين الأحرار. كان كل من هاتين المجموعتين جمعيتين للعرض بالأساس؛ لكن نجاحهم الأولي تشوه بسبب تفرق الفنانين إلى أحزاب داخلية. ميزت الرؤية المزدوجة التي تجمع بين التعليم والعرض لتأسيس مدرسة وطنية للفنون الأكاديمية الملكية عن جمعيات العرض الأخرى. فكانت بمثابة الأساس الذي سمح للأكاديمية الملكية بالهيمنة على الفن منذ القرنين الثامن عشر والتاسع عشر، فحلت محل جمعيات الفن التي كانت قبلها.
يرجع أصل الأكاديمية الفنية للفنون إلى محاولة أعضاء جمعية تشجيع الفنون والصناعات والتجارة، وخصوصًا النحات هنري شيري، لتأسيس أكاديمية مستقلة للفنون. قبل هذا، كان هناك مجموعة من الفنانين كأعضاء للجمعية التشجيعية للفنون والصناعة والتجارة، بما فيهم شيري وويليام هوغارث، أو كانوا أعضاء في الأكاديميات الفنية الخاصة، مثل أكاديمية سانت مارتن لين. على الرغم من فشل محاولة شيري، فإن العقد النهائي، المسمى «بالوثيقة»، المستخدم لتأسيس الأكاديمية الملكية للفنون بعد أكثر من عقد من الزمان كان تقريبًا مطابقًا لما خططه شيري في عام 1755.
كان السيد ويليام تشامبرز، مهندسًا معماريًا بارزًا ورئيس القسم الحكومي للمهندسين المعماريين، بمكتب الأعمال،  الذي استخدم علاقاته مع جروج الثالث للحصول على الرعاية الملكية والدعم المالي للأكاديمية في عام 1768. وعُين جوشوا رينولدز أول رئيس لها، وانتُخب فرانسيس ميلنر نيوتن كأول سيكرتير، وشغل هذا المنصب لمدة عقدين حتى استقالته عام 1788.
سمَّت وثيقة التأسيس، التي وقعها جورج الثالث في 10 ديسمبر 1768، 34 عضوًا مؤسسًا وسمحت بعضوية إجمالية تبلغ 40 عضوًا. الأعضاء المؤسسون هم رينولدز، وجون بيكر، وجورج باريت، وفرانشيسكو بارتولوزي، وجيوفاني باتيستا سيبرياني، وأوغسطينو كارليني، وتشارلز كاتون، وماسون تشامبرلين، وويليام تشامبرز، وفرانسيس كوتس، وجورج دانس، وناثانيل دانس، وتوماس غينسبورو، وجون جوين، وفرانسيس هايمان، وناثانيال هون الأكبر، وأنجليكا كوفمان، وإرميا ماير، وجورج مايكل موسير، وماري موسير، وفرانسيس ميلنر نيوتن، وإدوارد بيني، وجون إنيجو ريتشاردز، وبول ساندبي، وتوماس ساندبي، ودومينيك سيريس، وبيتر تومز، وويليام تايلر، وصموئيل ويل، وبنيامين ويست، وريتشارد ويلسون، وجوزيف ويلتون، وريتشارد يو، ووفرانشيسكو زوكاريللي. أُضيف وليام هور ويوهان زوفاني إلى هذه القائمة في وقت لاحق من قبل الملك ويعرفون بالأعضاء المرشحين. ومن بين الأعضاء المؤسسين امرأتان، وأب وابنته، ومجموعتان من الأخوة.
كانت تقع الأكاديمية الملكية في أرباع ضيقة من بول مول، بالرغم من أنها سُمح لها أن تشغل حيزًا في سوميرست هاوس من أجل المكتبة والمدارس عام 1771، ثم أُعطوا القصر الملكي. في عام 1780، أُقيمت الأكاديمية في شقق بُنيت خصيصًا لها في الجناح المكتمل الأول في سوميرست هاوس الجديد في الستراند، الذي صممه تشامبرز، أول أمين خزينة للأكاديمية. انتقلت الأكاديمية في عام 1837 إلى ميدان ترافالغار، حيث شغلت الجناح الشرقي للمعرض الوطني المكتمل بناؤه حديثًا (صممه أكاديمي آخر يُسمى ويليامم وينكلز). وسرعان ما ظهر أن هذه المباني أصغر من أن تستوعب كلا المؤسستين.
افتُتح أول معرض للفن المعاصر للأكاديمية الملكية المفتوح لكل الفنانين يوم 25 أبريل عام 1769 واستمر حتى 27 مايو 1769. عُرض فيه 136 عمل فني وأصبح المعرض الذي يُعرف الآن بالمعرض الصيفي للأكاديمية الملكية يُنظم سنويًا بلا انقطاع حتى اليوم الحالي. في عام 1870، وسعت الأكاديمية برنامج المعرض ليشمل عرضًا مؤقتًا سنويًا للمعلمين القدامى، بعد توقف معرض سنوي مماثل في المؤسسة البريطانية. توسع نطاق هذه المعارض المؤقتة وتكررت كثيرًا منذ ذلك الحين، ما جعل الأكاديمية الملكية مؤسسة عروض فنية رائدة ذات أهمية عالمية.
نظمت الأكاديمية الملكية أول محاضرات للعامة في بريطانيا عن الفن كطريقة أخرى لإنجاز مهمتها. شمل برنامج بقيادة رينولدز، أول رئيس، محاضرات للدكتور ويليام هانتر وجون فلاكسمان وجايمس باري والسيد جون سوان وجاي. إم. دبليو. ترنر. كان آخر ثلاثة خريجين من مدرسة الأكاديمية الملكية، التي كانت المدرسة الفنية الوحيدة المنشأة في الأكاديمية الملكية لمدة طويلة.
في عام 2018، الذكرى السنوية الخامسة والعشرين للأكاديمية، كُشفت نتائج تجديد كبير. بدأ المشروع في 1 يناير 2008 بتنفيذ مخططات دافيد تشيبرفيلد الهندسية. أُمن دعم نقد الياناصيب والإرث في عام 2012. في 19 أكتوبر 2016، أُغلق موقع بيرلينغتون من الأكاديمية الملكية في وجه العامة وبدأت التجديدات، وأُعيد افتتاح الأكاديمية الملكية الجديدة للجمهور في يوم 19 مايو عام 2018. تضمنت التطويرات التي كلفت 56 مليون جنيه استرليني معارض جديدة وقاعة محاضرات ومساحة مشروع عام للطلبة وكوبري يربط بين موقعي بيرلنغتون هاوس وبيرلنغتون غاردنز. رُقِّم 10000 عمل من مجموعة الأكاديمية الملكية وأصبحت متاحة على الإنترنت كجزء من العملية.

## الأنشطة

### المجموعات الدائمة والمؤقتة
أحد مصادر الدخل الرئيسية للأكاديمية هو استضافة برنامج معارض مؤقتة. مقارنة بمثيلاتها في المعرض الوطني ومعرض تيت والمعارض الفنية البارزة خارج المملكة المتحدة. في عام 2004،  عُرضت أبرز مقتنيات المجموعة الدائمة للأكاديمية في غرف الاستقبال المستعادة حديثًا في القسم الأصلي من بيرلنغتون هاوس، التي تُعرف الآن بغرف جون ماديجسكي الراقية.

### المعارض
استضافت الأكاديمية معارض واعدة للفن المعاصر تحت قيادة سكريتير المعارض السابق نورمان روزينثال. في معرض الأكاديمية «سِنسيشن» لعام 1997، عُرضت مجموعة من أعمال شباب الفنانين البريطانيين بحيازة تشارلز ساتشي. كان العرض مثيرًا للجدل بسبب عرضه لبورتريه ميرا هندلي من عمل ماركوس هارفي، قاتل مُدان. دُمرت اللوحة أثناء عرضها.
في عام 2004، جذبت الأكاديمية انتباه وسائل الإعلام بسبب سلسلة من الفضائح المالية وبسبب العداء بين روزينثال وكبار الموظفين الآخرين. تسببت هذه المشاكل في إلغاء معارض كان يُظن أنها مفيدة. في عام 2006، جذبت انتباه الصحافة عبر جعل الدعم مقتصرًا على النحت المعروض ومن ثَم تبرير إبقائه معروضًا.

### المعرض الصيفي
تستضيف الأكاديمية المعرض الصيفي للأكاديمية الملكية للفن الجديد، وهو حدث مشهور في تقويم لندن الاجتماعي. في مارس 2007، قبلت إمين دعوة الأكاديمية كي تصبح أكاديميًا ملكيًا، مُعلقةً في عمودها الأسبوعي في الجريدة أنه «لا يعني هذا أنني أصبحت تقليدية؛ بل يعني أن الأكاديمية الملكية أصبحت أكثر انفتاحًا وهو أمر صحي ورائع».
يمكن لأي أحد يرغب في أن تُعرض صوره في المعرض الصيفي أن يسلمها؛ وتُعرض الأعمال المُختارة جنبًا إلى جنب مع أعمال الأكاديميين. والعديد من هذه الأعمال متاحة للشراء.